# St. Nikolaus (Dachrieden)

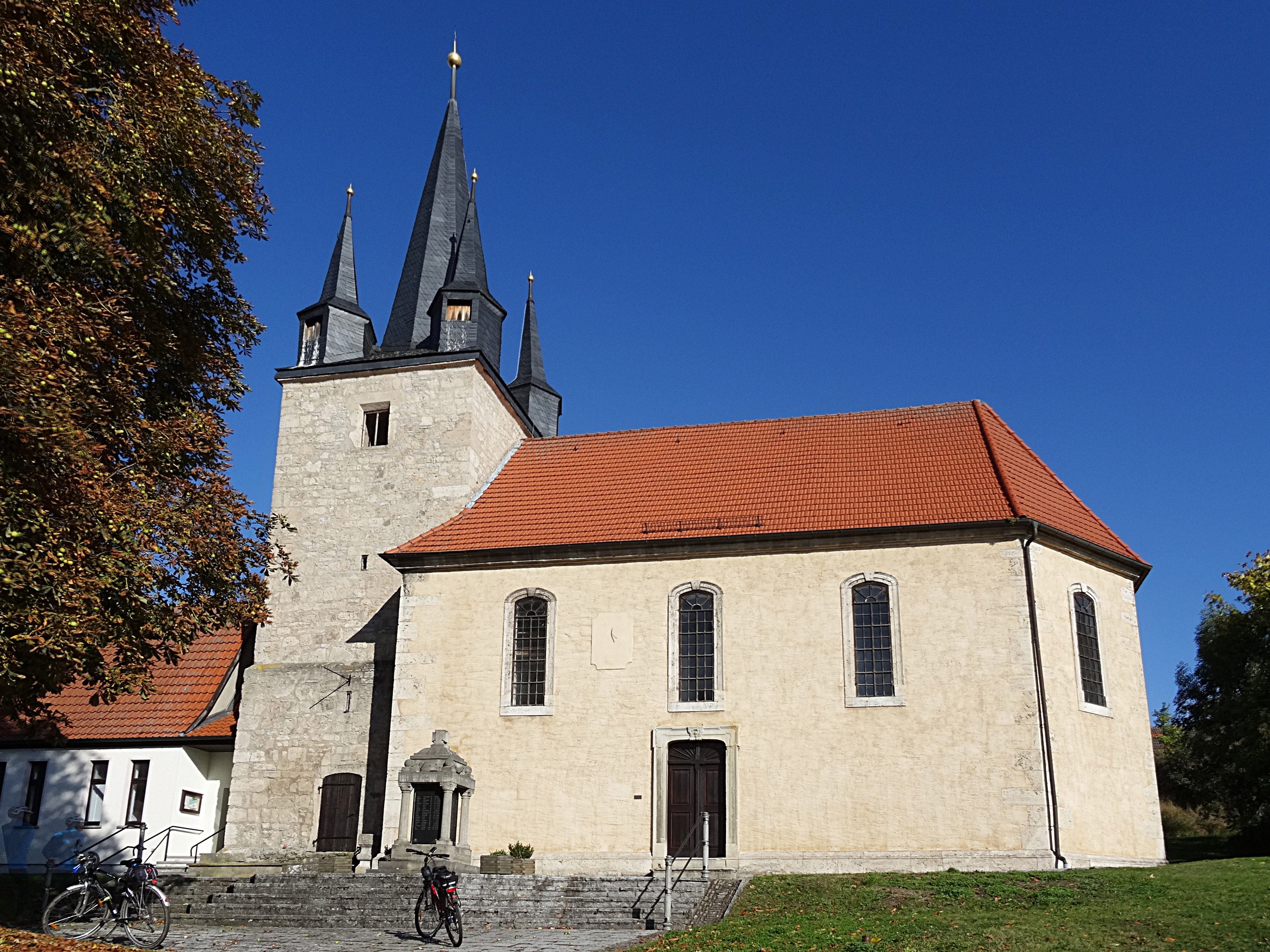
Filialkirche St. Nikolaus

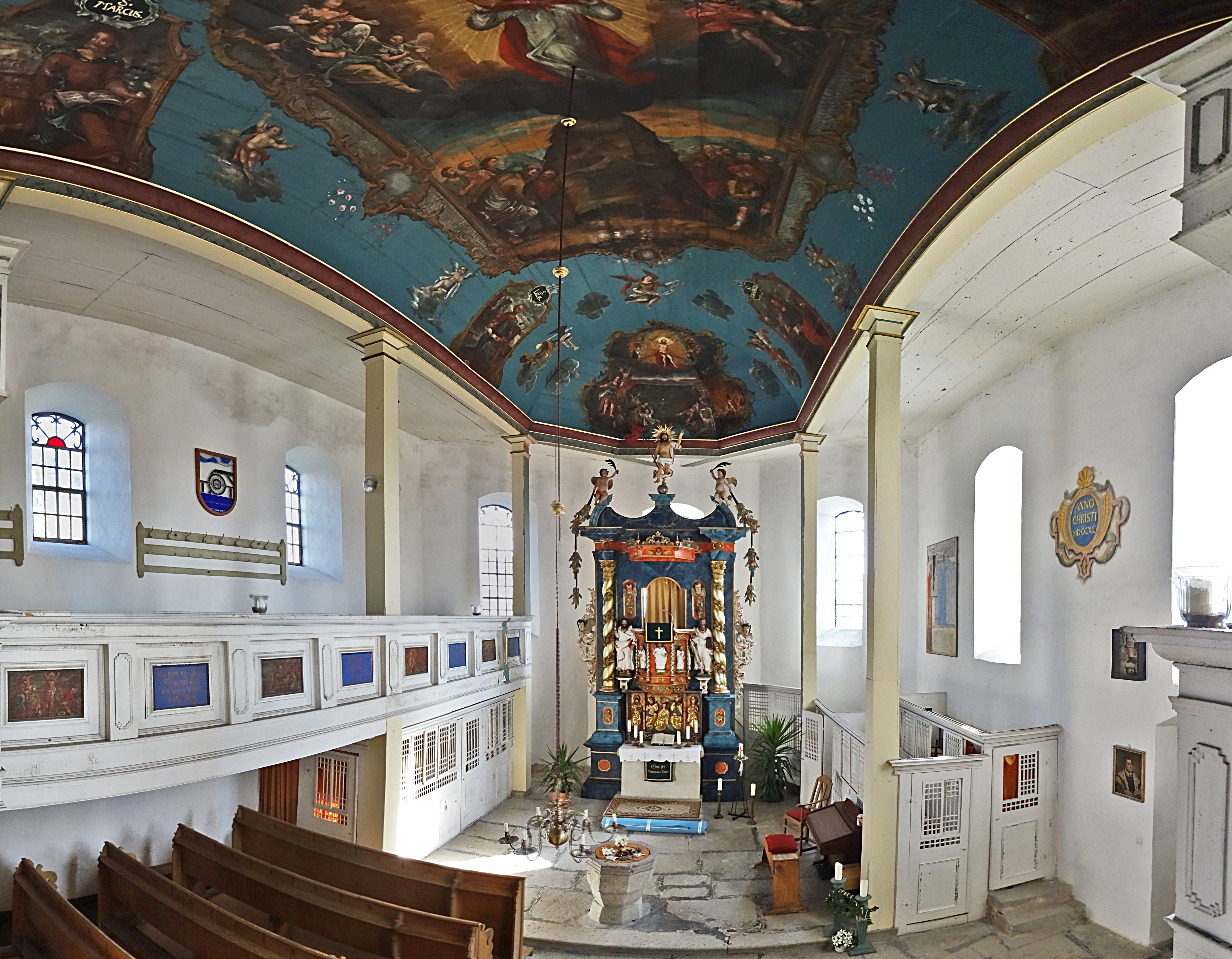
Innenansicht

Die evangelische Filialkirche St. Nikolaus ist ein Kulturdenkmal in Dachrieden, einem Ortsteil der Gemeinde Unstruttal im Unstrut-Hainich-Kreis (Thüringen). Die Gemeinde gehört zum Kirchenkreis Mühlhausen in der Evangelischen Kirche in Mitteldeutschland.

## Geschichte und Architektur

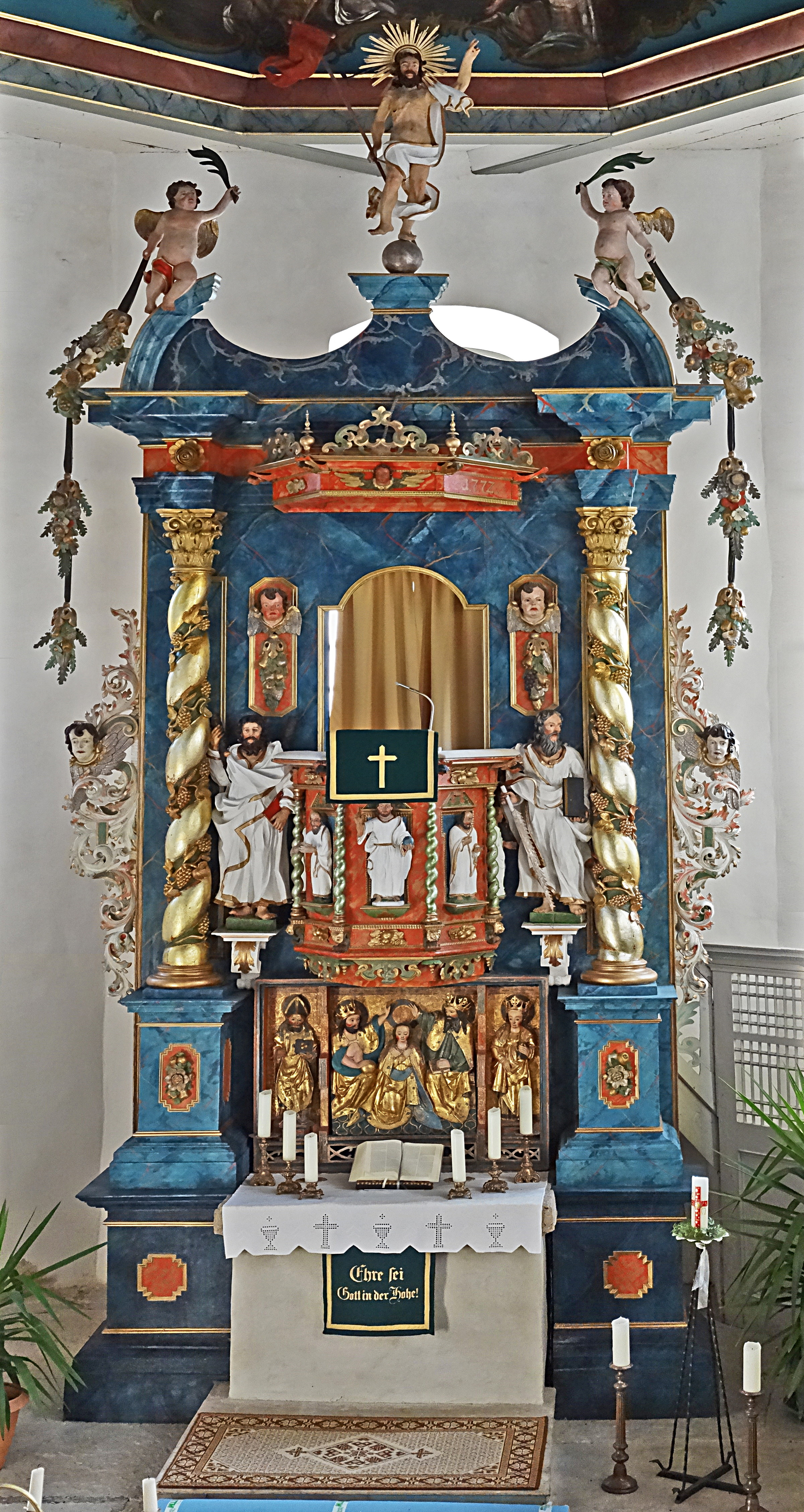
Kanzelaltar

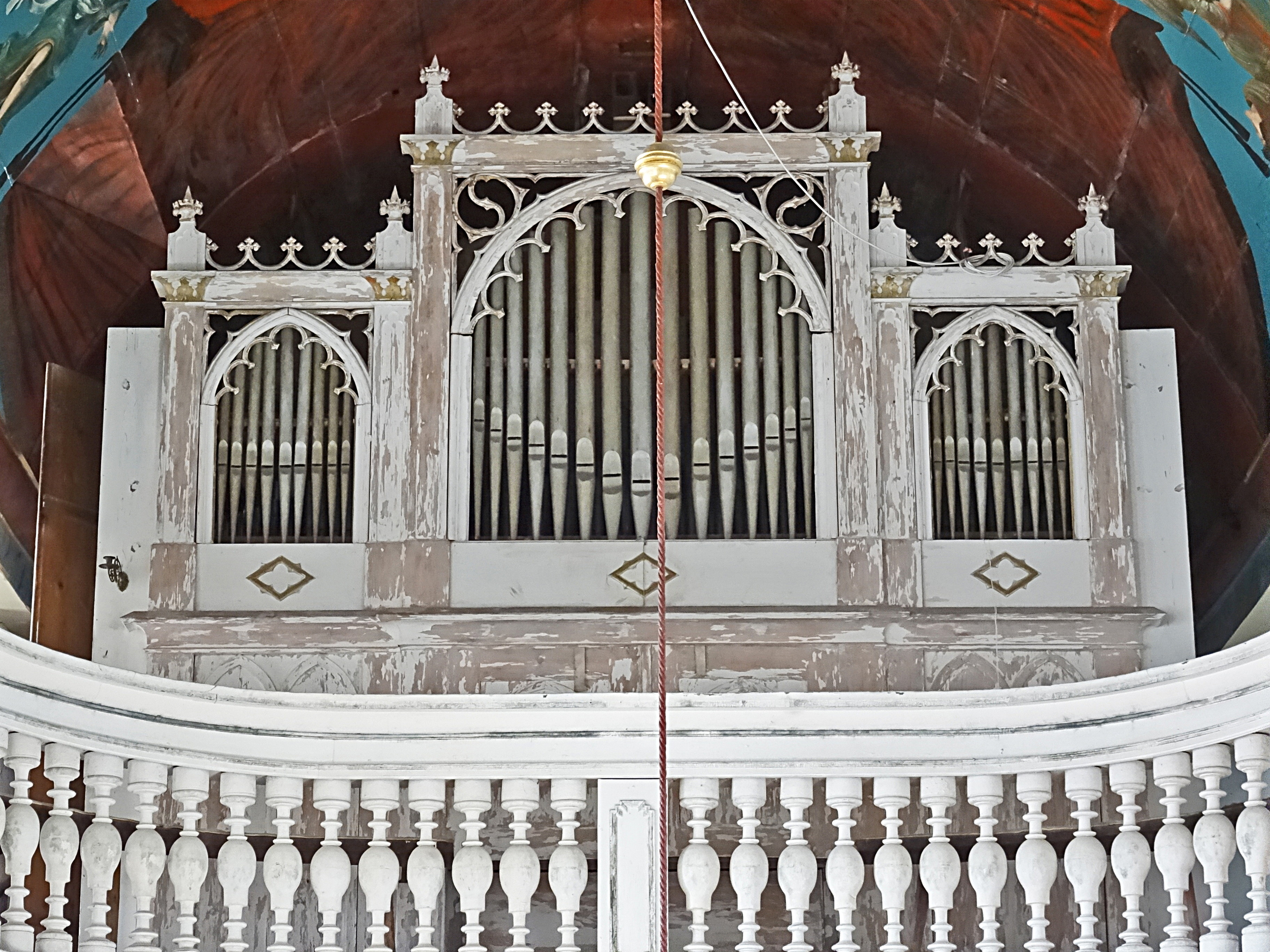
Orgel

Das Gebäude steht inmitten des Dorfes am Dorfanger. Der Vorgängerbau wurde im 16. Jahrhundert abgebrochen und durch einen Neubau ersetzt. Der eingezogene Westturm aus Bruchstein ist mit Eckquaderungen verziert und verputzt. Er ist mit einem verschieferten Spitzhelm bekrönt und besitzt vier Ecktürmchen. Bei dem Abbruch der Kirche im Jahr 1736 blieb der Turm erhalten. Das neue Kirchenschiff aus Bruchstein ist verputzt. Die Wände sind durch hohe Stichbogenfenster in Natursteingewänden gegliedert. Der Chor schließt dreiseitig. Das Holz-Tonnengewölbe aus der Bauzeit ist erhalten und zeigt Motive des Jüngsten Gerichts sowie Christusdarstellungen. Die Empore zeigt in den Brüstungsfeldern bildliche Darstellungen. Die Deutsche Stiftung Denkmalschutz fördert die Sanierung des Kirchturms. Die Kirche ist Station des Pilgerweges Loccum–Volkenroda.´

## Ausstattung
- Der Kanzelaltar ist im Stile des Barock gehalten, das Figurenretabel ist spätgotisch. Der Chor schließt dreiseitig.[10]
- Die Orgelempore wurde 1835 eingebaut.
- Eine mit zwei Pilgerzeichen verzierte Bronzeglocke wurde 1489 gegossen. Die zweite Glocke aus Eisen datiert auf das Jahr 1923.